# إنوي أوريهيمي
إينوي أوريهيمي (باليابانية: 井上織姫) هي شخصية خيالية من سلسلة مانغا وأنمي بليتش ابتكرها تايت كوبو، وهي واحدة من أصدقاء إيتشيغو كوروساكي. مثل العديد من الشخصيات الأخرى في السلسلة، طورت بسرعة قوى خاصة بها بعد أن أصبح إيتشيغو حاصد أرواح. طوال السلسلة، تعرف أوريهيمي حول حقيقة إيتشيغو باعتباره حاصد أرواح وترافقه عندما يذهبان إلى جمعية الأرواح لإنقاذ روكيا كوتشيكي.
بالإضافة إلى سلسلة المانغا، تظهر أوريهيمي في وسائل إعلام أخرى، بما في ذلك سلسلة الأنمي وأفلام الأنمي وألعاب الفيديو والمسرحيات الموسيقية. تحظى بشعبية كبيرة بين قراء المانغا منذ ظهورها، حيث احتلت المرتبة العاشرة أو العشرين في جميع استطلاعات شعبية الشخصيات في السلسلة. بالإضافة إلى ذلك، تم تطوير قطع مختلفة من البضائع بناءً على مظهرها مثل التماثيل وسلاسل المفاتيح.
في الأنمي، تم أداء صوت أوريهيمي بواسطة يوكي ماتسوكا باللغة اليابانية. في فيلم بليتش عام 2018، تم تجسيدها بواسطة الممثلة والمغنية اليابانية ايرينا مانو.